# Vũ Oanh
Vũ Oanh (16 tháng 09 năm 1924 – 30 tháng 11 năm 2022) là một cựu chính trị gia Việt Nam. Ông từng là Ủy viên Bộ Chính trị khóa VII, Bí thư Trung ương Đảng Cộng sản Việt Nam khóa VI, Ủy viên dự khuyết Ban Chấp hành Trung ương Đảng Cộng sản Việt Nam khóa IV, Ủy viên Ban Chấp hành Trung ương Đảng Cộng sản Việt Nam khóa V, VI, VII, nguyên Trưởng ban Dân vận Trung ương, Trưởng ban Nông nghiệp Trung ương, Trưởng ban Kinh tế Trung ương, Chủ tịch Hội Khuyến học Việt Nam, Chủ tịch Hội Người cao tuổi Việt Nam, Chủ tịch đầu tiên Hội Giáo dục chăm sóc sức khỏe cộng đồng Việt Nam. Ông cũng từng là Trưởng đoàn đại biểu cách mạng Hà Nội đi dự Quốc dân Đại hội tại Tân Trào và Chủ nhiệm Mặt trận Việt Minh thành Hoàng Diệu năm 1945.

## Thân thế
Ông tên thật là Vũ Duy Trương (hoặc Chương), sinh ngày 16 tháng 09 năm 1924, quê tại xã Vĩnh Tuy (nay là một phần xã Vĩnh Hưng), huyện Bình Giang, tỉnh Hải Dương. Mẹ ông gốc nhà khá giả, được gả cho cha ông vốn là một tá điền trong vùng, sinh nở 14 lần nhưng chỉ nuôi được 7 người con.
Cha mất sớm khi ông mới 3 tuổi, các anh em ông đều được tay mẹ nuôi nấng. Thuở nhỏ, ông được học bậc tiểu học tại quê nhà. Chịu ảnh hưởng của thầy giáo, vốn là một đảng viên Cộng sản, và sau đó là của người anh cả và anh hai, ông sớm có nhận thức và định hình con đường hoạt động của mình sau này.

## Hoạt động cách mạng
Từ năm 1941, ông tham gia Việt Minh, hoạt động trong Đoàn Thanh niên Cứu quốc. Tháng 3 năm 1945, khi Nhật đảo chính Pháp tại Đông Dương, ông là Bí thư chi bộ thanh niên cứu quốc của Thành ủy Hà Nội. Cuối tháng 7 năm 1945, ông được Xứ ủy Bắc Kỳ chỉ định làm trưởng đoàn đại biểu Hà Nội đi dự Đại hội Quốc dân Tân Trào.
Tổng khởi nghĩa nổ ra, ông được cử làm Chủ nhiệm Mặt trận Việt Minh thành Hoàng Diệu, phụ trách khối tự vệ thanh niên Hà Nội.
Sau ngày Toàn quốc kháng chiến, ông được chỉ định làm Bí thư Tỉnh ủy Hà Đông (1946), sau đó đổi sang làm Bí thư Tỉnh ủy Hà Nam (1947). Năm 1948, ông được bổ nhiệm làm Chánh văn phòng Quân ủy Trung ương khi mới 24 tuổi.
Sau đó, ông lần lượt giữ các chức vụ Ủy viên Liên khu ủy Khu 3, Phó chính ủy Đại đoàn Đồng bằng, Cục trưởng Cục Địch vận, Phó trưởng ban Ban Tổ chức Trung ương.

## Công tác Trung ương
Từ năm 1979 đến năm 1981, ông lần lượt giữ chức Phó ban Công tác giúp nước bạn Campuchia, sau đó là Phó trưởng ban Thứ nhất Ban Tổ chức Trung ương,
Năm 1982 ông làm Trưởng ban Nông nghiệp Trung ương, sau đó là Trưởng ban Kinh tế Trung ương.
Ông được bầu làm Ủy viên dự khuyết Ban Chấp hành Trung ương Đảng Cộng sản Việt Nam khóa IV và trở thành Ủy viên chính thức Ban Chấp hành Trung ương Đảng Cộng sản Việt Nam các khóa V, VI, VII; được bầu vào Ban Bí thư Trung ương Đảng Cộng sản Việt Nam khóa VI, VII và Ủy viên Bộ Chính trị khóa VII, giữ các chức vụ: Trưởng Ban Dân vận Trung ương, Trưởng ban Nông nghiệp Trung ương, Trưởng ban Kinh tế Trung ương. Ông cũng là Chủ nhiệm Ủy ban Kinh tế, Kế hoạch và Ngân sách của Quốc hội (1987-1989).

## Hưu trí
Khi nghỉ hưu, ông được cử làm Chủ tịch Hội Khuyến học Việt Nam, Chủ tịch Hội Người cao tuổi Việt Nam, Chủ tịch Hội Giáo dục chăm sóc sức khỏe cộng đồng Việt Nam; Chủ tịch Hội đồng Trung tâm Nghiên cứu và Phát triển Văn hoá Hùng Vương 

## Gia đình
Cả bảy anh chị em ông đều tham gia hoạt động cách mạng, hầu hết đều giữ các chức vụ quan trọng trong chính quyền Việt Nam như:
1. Ông Vũ Duy Cương, thầy giáo dạy tiểu học, tham gia cách mạng từ trước 1930, đã từng bị Pháp bắt giam, mất năm 36 tuổi.
2. Ông Vũ Duy Hiệu tham gia cách mạng trước 1930, từng làm Chủ tịch UBND tỉnh Hải Dương (8/1945-6/1946); Bí thư Tỉnh ủy Thái Bình (7/1946-3/1947); Bí thư Tỉnh ủy Hải Dương (4/1947-7/1948); Phó Chủ tịch Ủy ban kháng chiến Liên khu 3 (8/1948-4/1951); Giám đốc Vụ Nghiệp vụ Ngân hàng Trung ương (5/1951-4/1958); Phó Tổng Giám đốc (nay là Phó Thống đốc) Ngân hàng Nhà nước (5/1958-10/1977), Phó ban Tài mậu Trung ương Đảng.
3. Ông Vũ Duy Kiểm (Vũ Hạnh) tham gia cách mạng trước 1945, là Giám đốc Nhà máy in tiền đầu tiên của Ngân hàng Nhà nước Việt Nam, từng là Giám đốc Nhà máy điện Yên Phụ, Phó chủ tịch UBND tỉnh Bắc Thái.
4. Ông Vũ Duy Lực (Vũ Thanh Giang) là một trong 4 tiểu đoàn trưởng tiểu đoàn cao xạ pháo đầu tiên của Quân đội nhân dân Việt Nam, tham gia trực tiếp Chiến dịch Điện Biên Phủ, là Phó tham mưu trưởng Quân chủng Hải quân[7], Sư đoàn trưởng Pháo binh, Cục trưởng Cục thanh tra quân đội.
5. Bà Vũ Thị Diệu tham gia cách mạng trước 1945, một cửa hàng trưởng mậu dịch quốc doanh đầu tiên của nước Việt Nam Dân chủ Cộng hòa, Tổng giám đốc Tổng công ty Bách hóa Trung ương.
6. Ông Vũ Duy Quất (Vũ Thu) làm Bí thư Huyện ủy Ninh Giang, Bí thư Tỉnh ủy Bắc Cạn, Bí thư Tỉnh ủy Yên Bái và Vụ trưởng Vụ tổ chức của Tòa án nhân dân Tối cao.[8]

## Qua đời
Ông qua đời lúc 14 giờ 35 phút ngày 30/11/2022(tức ngày 07 tháng 11 năm Nhâm Dần), tại Bệnh viện Trung ương Quân đội 108, Hà Nội. Hưởng thọ 98 tuổi
Tang lễ được tổ chức theo nghi thức Lễ tang cấp Nhà nước từ 8 giờ đến 10 giờ 30 phút, ngày 11/12/2022 tại Nhà tang lễ Quốc gia, số 5 Trần Thánh Tông, thành phố Hà Nội.
Lễ truy điệu từ 10 giờ 30 phút, an táng từ 12 giờ 30 phút cùng ngày tại Nghĩa trang Mai Dịch, thành phố Hà Nội.

## Khen thưởng
- Huân chương Sao Vàng
- Huân chương Hồ Chí Minh
- Huân chương Kháng chiến hạng Nhất
- Huân chương Chiến công hạng Nhất, Nhì, Ba
- Huân chương Chiến sĩ vẻ vang hạng Nhất, Nhì, Ba
- Huy chương Quân kỳ quyết thắng
- Huy hiệu 80 năm tuổi Đảng (2022)[10]